# Joseph Paintsil
Joseph Paintsil (Acra, 1 de fevereiro de 1998) é um futebolista ganês que atua como ponta e meia. Atualmente joga pelo Los Angeles Galaxy.

## Carreira

### Tema Youth
Começou sua carreira no Ajax de Fadama, clube do subúrbio de Acra, passando pelo extinto Red Bull Ghana e chegando ao Tema Youth, em 2015.
Fez sua estreia na Premier League de Gana com o Tema Youth em 12 de fevereiro de 2017, depois que o clube foi promovido para a primeira divisão na temporada anterior. Ele fez 10 gols em 22 jogos durante sua única temporada pelo clube antes de deixar Gana rumo à Europa, durante a pausa de um mês da temporada em agosto. Paintsil estava em 5.º lugar na corrida chuteira de ouro no momento de sua saída e terminou a temporada em 8.º lugar, sendo o artilheiro de seu clube.

### Ferencváros
Em 31 de Agosto de 2017, assinou com o Ferencváros, da Hungria, para a disputa da Primeria Divisão Húngara. Inicialmente assinado por empréstimo, tinha uma opção com o clube para ser assinado permanentemente no final da época. O Paintsil fez a sua estreia em 9 de setembro contra o Vasas, marcando o primeiro gol da vitória por 5–2,  ao entrar no decorrer do jogo no lugar de Rui Pedro na escalação.
Marcou quatro gols nos seus primeiros cinco jogos, e foi um dos pilares da escalação do treinador Thomas Doll. No dia 2 de dezembro, marcou um bonito gol de contra-ataque contra a Fehérvár que mostrou o seu ritmo e controle de bola, e que mais tarde seria um candidatos ao Gol do Ano de 2017 na Hungria. Até o meio da temporada, Paintsil obteve 6 gols e 4 assistências, e foi classificado aquela altura pelo jornal Nemzeti Sport como o melhor jogador da liga. Variou de posiçoes no time húngaro, passando a atuar tanto na pela ponta-esquerda como no meio-campo, sendo o chamado nº 10 do time e terminou a temporada com 10 gols em 25 jogos, com o Ferencváros terminando em 2.º lugar na Liga. Após rumores de uma transferência de inverno que não foi permitida pelo clu, o Paintsil deixou o clube após a época.

### Genk
No dia 3 de julho de 2020, transferiu-se para o Genk, da Bélgica, algumas semanas após um contrato ter obtido um acordo com o clube. Começou a época com uma lesão, faltando três jogos da liga e quatro das eliminatórias da Liga Europa. A sua estreia aconteceu no dia 19 de agosto, em partida válida pela Primeira Divisão contra o Charleroi, e sua primeira partida completa aconteceu na semana seguinte contra o Waasland-Beveren. Os seus primeiros gols foram marcados quando marcou dois contra o Gent, em 7 de outubro. A sua estreia continental aconteceu nos jogos de ida e volta contra o Brøndby, da Dinamarca. Depois disso, começou os restantes quatro jogos da fase de grupos, marcando nos dois últimos, uma vez que Genk terminou em primeiro no seu grupo. Na disputa contra o Slavia Praga na fase eliminatória, Paintsil não iniciou nenhuma dos jogos e o Genk foi eliminado no agregado por 4–1.
Paintsil também começou os três jogos da campanha do Genk na Taça da Bélgica, que terminou nas quartas-de-final com uma derrota nos pênaltis, na qual o Paintsil marcou sobre o Union SG. Paintsil marcou no primeiro jogo dos play-offs, em uma vitória por 3–0 sobre oAnderlecht, no dia 30 de Março de 2019. Foi campeão nacional com o Genk, após o clube ficar oito épocas sem ganhar, após empatar com o Anderlecht por 1–1. No campeonato, o Paintsil fez 25 jogos, marcando três vezes.
Inciou no banco na vitória do clube na Supercopa da Bélgica, mas não entrou na partida. Após a venda do título Leandro Trossard parava Inglaterra, Paintsil teve mais oportunidades de atuar na posição de ponta-esquerda, e marcou o seu primeiro gol no dia 17 de agosto contra o Waasland-Beveren. Teve uma série de seis jogos na equipa até deixar o jogo do dia 13 de setembro contra Charleroi no primeiro tempo após sofre uma lesão. Paintsil regressou após quase dois meses fora com uma lesão, começando contra Mouscron a 23 de novembro. A sua estreia na Liga dos Campeões do 2019–20 aconteceu no dia 2 de outubro contra o Napoli, da equipa italiana, recebendo os minutos finais fora do banco. Jogou mais duas vezes na fase de grupos, incluindo o início da partida final contra o Napoli, uma vez que o clube já tinha sido eliminado de mais jogos continentais, impressionando na derrota por 4–0.

### Ankaragücü
Em 7 de setembro de 2020, foi anunciado seu empréstimo ao clube turco Ankaragücü, para a disputa da temporada 2021–22, tendo sido anunciado oficialmente no dia 10.
Apesar do rebaixamento de sua equipe no Campeoanto Turco de 2020–21, foi o destaque de seu clube na temporada, tendo feito 11 gols em 33 jogos.

### Retorno ao Genk
Após o fim de seu empréstimo com o clube turco, retornou o Genk em junho de 2021 para a pré-temporada. Em 4 de novembro, fez um dos gols do Genk no empate de 2–2 com o West Ham na 4ª rodada da Liga Europa.

## Seleção Ganesa
Paintsil teve passagens pelas Seleções Sub-17, Sub-20 e por Sub-23 de Gana, disputou seu 1.º jogo pela Seleção Ganesa Principal em 25 de maio de 2017, no empate de 1–1 com o Benim, em partida amistosa.
Voltou a ser convocado em 12 de maio de 2021, em duas partidas amistosas contra o Marrocos e Costa do Marfim. Em 21 de dezembro esteve na pré-lista de 30 jogadores de convocados do Milovan Rajevac para a disputa da Copa das Nações Africanas de 2021, permanecendo na lista final de 28 jogadores em 3 de janeiro de 2022. Foi chamado para duas rodadas de ida e volta contra a Nigéria, nos dias 25 e 29 de março, respetivamente, válida pelas Eliminatórias para a Copa do Mundo de 2022.

## Vida pessoal
Nascido e criado em Fadama, um subúrbio de  Acra, Paintsil se espelha seu estilo de jogo em seu ídolo, Andrés Iniesta. Seu irmão mais velho, Seth, também é jogador de futebol.

## Estatísticas
Atualizadas até dia 9 de abril de 2022.[carece de fontes?]

### Clubes
| Clube             | Temporada         | Campeonato Nacional | Campeonato Nacional | Copa Nacional | Copa Nacional | Competição continental | Competição continental | Outros torneios | Outros torneios | Total | Total |
| Clube             | Temporada         | Jogos               | Gols                | Jogos         | Gols          | Jogos                  | Gols                   | Jogos           | Gols            | Jogos | Gols  |
| ----------------- | ----------------- | ------------------- | ------------------- | ------------- | ------------- | ---------------------- | ---------------------- | --------------- | --------------- | ----- | ----- |
| Tema Youth        | 2017              | 22                  | 10                  | 2             | 0             | 0                      | 0                      | —               | —               | 24    | 10    |
| Tema Youth        | Total             | 22                  | 10                  | 2             | 0             | 0                      | 0                      | 0               | 0               | 24    | 10    |
| Ferencváros       | 2017–18           | 25                  | 10                  | 0             | 0             | 0                      | 0                      | —               | —               | 25    | 10    |
| Ferencváros       | Total             | 25                  | 10                  | 0             | 0             | 0                      | 0                      | 0               | 0               | 25    | 10    |
| Genk              | 2018–19           | 25                  | 3                   | 3             | 0             | 9                      | 2                      | —               | —               | 37    | 5     |
| Genk              | 2019–20           | 18                  | 1                   | 2             | 0             | 3                      | 0                      | 0               | 0               | 23    | 1     |
| Genk              | Total             | 53                  | 4                   | 5             | 0             | 12                     | 2                      | 0               | 0               | 60    | 6     |
| Ankaragücü        | 2020–21           | 33                  | 11                  | 0             | 0             | –                      | –                      | —               | —               | 33    | 11    |
| Ankaragücü        | Total             | 33                  | 11                  | 0             | 0             | 0                      | 0                      | 0               | 0               | 33    | 11    |
| Genk              | 2021–21           | 21                  | 2                   | 2             | 3             | 5                      | 1                      | 1               | 0               | 29    | 6     |
| Genk              | Total             | 21                  | 2                   | 2             | 3             | 5                      | 1                      | 1               | 0               | 29    | 6     |
| Total na carreira | Total na carreira | 154                 | 36                  | 9             | 3             | 17                     | 3                      | 1               | 0               | 170   | 43    |

## Títulos
Genk
- Campeonato Belga de Futebol: 2018–19
- Supercopa da Bélgica: 2019

Los Angeles Galaxy
- MLS Cup: 2024